# Baruun-Urt

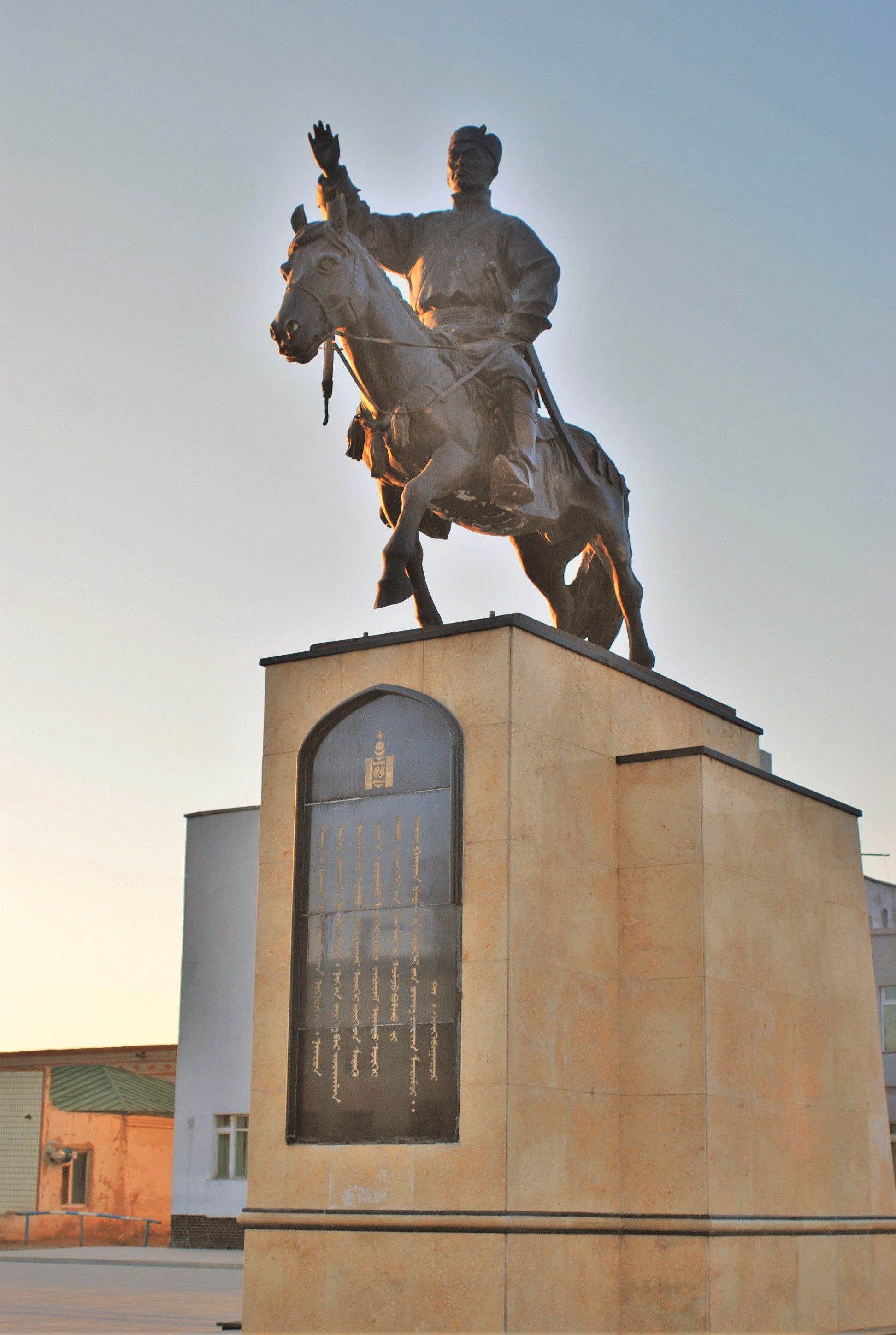
Monumento a Sukhbaatar en Baruun-Urt.

Baruun-Urt (en mongol: Баруун−Урт, largo oeste) ciudad al este de Mongolia capital de la provincia de Sükhbaatar. El som de Baruun-Urt tiene una superficie de 59 km², con 15.549 habitantes. Forma un enclave con el som Sükhbaatar.
La mina se zinc de Tömörtiin Ovoo se halla a 13 km al norte de la localidad, y dispone de aeropuerto  (UUN/ZMBU) con pista sin asfaltar y vuelos regulares a Ulán Bator.

## Clima
Baruun-Urt tiene un clima semiárido (en la clasificación de Köppen:  BSk) continental extremo con inviernos largos y fríos y veranos moderadamente cálidos y cortos. 
- Datos: Q809657
- Multimedia: Baruun-Urt / Q809657